# Elbingerode (bei Herzberg am Harz)
Elbingerode am Harz ist eine Gemeinde im Landkreis Göttingen in Niedersachsen. Sie gehört der Samtgemeinde Hattorf am Harz an, die ihren Verwaltungssitz in der Gemeinde Hattorf am Harz hat.

## Geografie

### Geografische Lage
Elbingerode liegt jeweils etwas südwestlich des Oberharzes und Naturparks Harz am Oder-Zufluss Sieber. Es befindet sich nahe der Bundesstraße 243, die von Seesen nach Nordhausen führt und der Bundesstraße 27, die von Göttingen nach Blankenburg führt. Außerdem bildet die Kreisstraße 7 eine nordwestliche Ortsumgehung.

### Nachbargemeinden
Nachbargemeinden von Elbingerode sind Hörden am Harz im Norden, Hattorf am Harz im Westen sowie Herzberg am Harz im Osten.

## Geschichte
Seit dem Zusammenschluss der Landkreise Osterode am Harz und Göttingen am 1. November 2016 gehört Elbingerode zum Landkreis Göttingen.

### Ortsnamen
Alte Bezeichnungen des Ortes sind 1206 Alvelingerot, 1209 Elvelingerod, 1258 Elvelingerode; Elvelingeroth, 1311 Elvelingerode, 1319 Eluelingerode, 1330 Elvelingherode, 1341 Elbelingerode, 1343 Eluelingerode, 1427 Elbingerode und ab 1500 Elvelingerod. Der Ortsname ist mit dem Bildungselement „‑inge-rode“ gebildet worden. Der ursprüngliche Sinn des Siedlungsnamens kann ungefähr als „Rodung der Leute des N.N.“  beschrieben werden. Dieser Ortsnamentyp ist im Gebiet rund um den Harz beliebt gewesen. Das gleichnamige, aber im Harz, nicht am Harz gelegene Elbingerode in der sachsen-anhaltischen Stadt Oberharz am Brocken, nahe Wernigerode im Landkreis Harz, wird wahrscheinlich wie das hier behandelte Elbingerode als „Rodungsstelle der Sippe des Athalwin“ zu verstehen sein.

### Einwohnerentwicklung
| 1975                        | 451 | 2011 | 493 | Hier fehlt eine Grafik, die leider im Moment aus technischen Gründen nicht angezeigt werden kann. Wir arbeiten daran! |
| 1980                        | 448 | 2012 | 487 | Hier fehlt eine Grafik, die leider im Moment aus technischen Gründen nicht angezeigt werden kann. Wir arbeiten daran! |
| 1985                        | 430 | 2013 | 468 | Hier fehlt eine Grafik, die leider im Moment aus technischen Gründen nicht angezeigt werden kann. Wir arbeiten daran! |
| 1990                        | 464 | 2014 | 454 | Hier fehlt eine Grafik, die leider im Moment aus technischen Gründen nicht angezeigt werden kann. Wir arbeiten daran! |
| 1995                        | 442 | 2015 | 450 | Hier fehlt eine Grafik, die leider im Moment aus technischen Gründen nicht angezeigt werden kann. Wir arbeiten daran! |
| 2000                        | 474 | 2016 | 462 | Hier fehlt eine Grafik, die leider im Moment aus technischen Gründen nicht angezeigt werden kann. Wir arbeiten daran! |
| 2005                        | 490 | 2017 | 442 | Hier fehlt eine Grafik, die leider im Moment aus technischen Gründen nicht angezeigt werden kann. Wir arbeiten daran! |
| 2010                        | 428 |      |     | Hier fehlt eine Grafik, die leider im Moment aus technischen Gründen nicht angezeigt werden kann. Wir arbeiten daran! |
| Quelle: Jahre 1975 bis 2016 |     |      |     | Hier fehlt eine Grafik, die leider im Moment aus technischen Gründen nicht angezeigt werden kann. Wir arbeiten daran! |

## Politik

### Gemeinderat
Der Gemeinderat von Elbingerode setzt sich aus sieben Ratsfrauen und Ratsherren zusammen.
- CDU: 4 Sitze (±0)
- Wählergruppe Gemeinsam für Elbingerode: 3 Sitze (+3)

(Stand: Kommunalwahl am 12. September 2021, Änderung gegenüber 2016)

### Wappen, Flagge und Banner
| Banner, Wappen und Hissflagge |  |
|                               |  |
|                               |  |

Blasonierung: „In gespaltenem Schild vorn in Rot einen goldenen (gelben) Schrägbalken, hinten in Gold (Gelb) ein gestieltes grünes Kleeblatt.“
Das von Gustav Völker entworfene Wappen wurde mit Verfügung vom 28. September 1964 vom Regierungspräsidenten in Hildesheim genehmigt.
Das Wappen ist abgeleitet vom Siegel der Familie Weisen, die über Jahrhunderte in der Gemeinde ein Rittergut besaßen. Die Farben Rot und Gold sind die Farben des Fürstentums Grubenhagen. Der Schrägbalken soll den Fluss Sieber symbolisieren, das Kleeblatt steht für die Landwirtschaft.
Beschreibung der Flagge: „Die Flagge ist gelb-rot quergestreift mit aufgelegtem Wappen in der Mitte.“
Beschreibung des Banners: „Das Banner ist gelb-rot längsgestreift mit aufgelegtem Wappen oberhalb der Mitte.“

### Partnerschaften
Es bestehen Partnerschaften mit der niedersächsischen Gemeinde Estorf an der Weser und dem Ortsteil Badra der thüringischen Gemeinde Kyffhäuserland.

## Kultur und Sehenswürdigkeiten

### Kirche

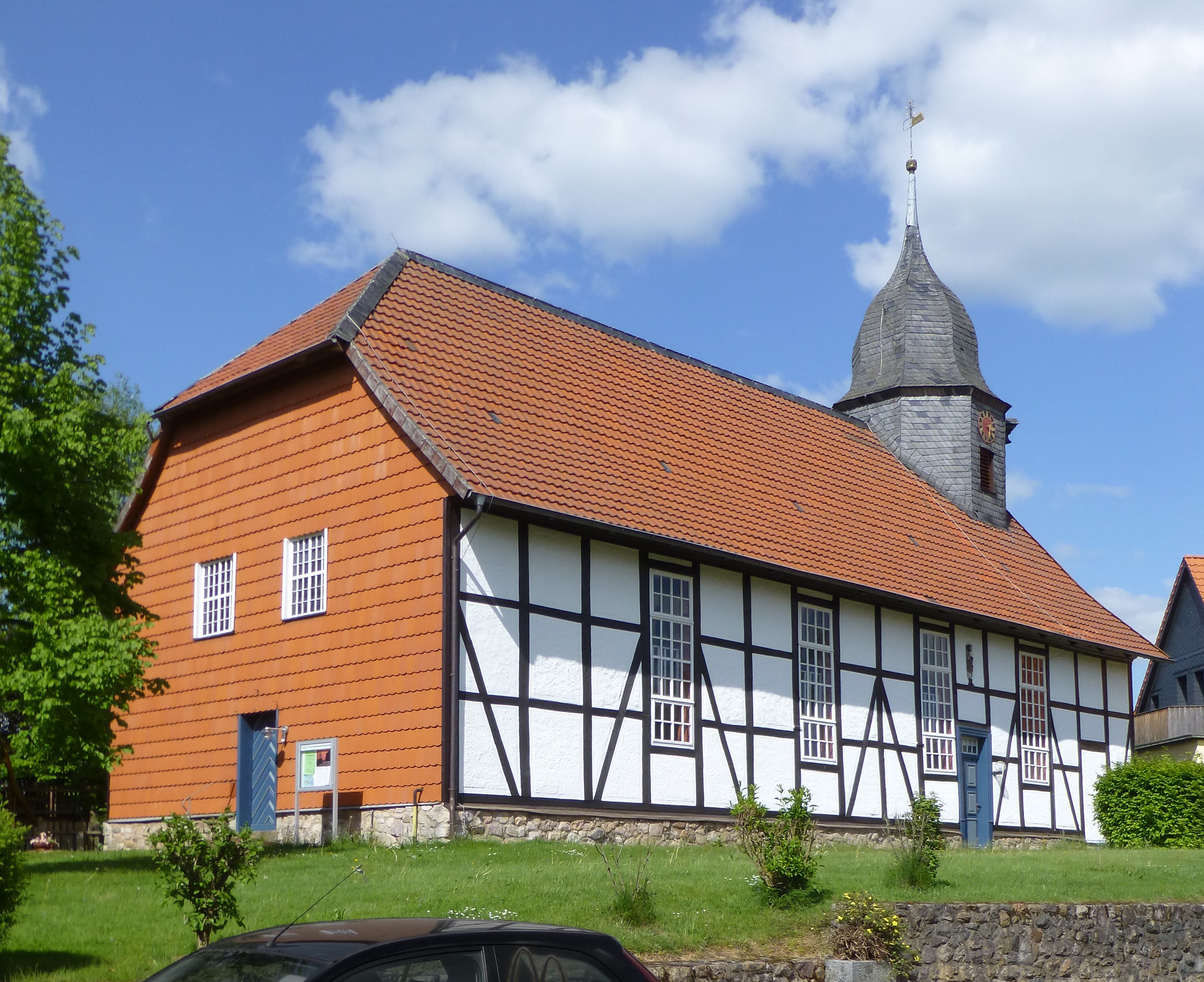
Ev.-luth. Kirche St. Petri

Die Dorfkirche aus Fachwerk aus dem 18. Jahrhundert gehört zum Kirchenkreis Harzer Land. Die Orgel, ursprünglich 1856 von Orgelbauer Schulze erbaut, wurde 1961 durch Gebr. Krell überarbeitet und 1990 von Orgelbauer Frerichs restauriert.

### Vereine
In Elbingerode sind folgende Vereine ansässig:
- MTV Elbingerode (Sportverein)
- Elbingeröder Faschingsclub (EFC)
- MGV Elbingerode (Männergesangsverein)
- Freiwillige Feuerwehr Elbingerode (Einrichtung der Stadt und kein Verein)
- Landvolk
- Heimatverein
- Schützengesellschaft
- Forstgenossenschaft

## Persönlichkeiten
- Claus Oppermann (1589–1626), Münzmeister
- Karl Georg Schuster (* 1771 in Elbingerode; † 1849), lutherischer Theologe und Generalsuperintendent der Generaldiözese Lüneburg-Celle